# General der Flakartillerie beim Luftgaukommando XI
Der General der Flakartillerie beim Luftgaukommando XI war eine Dienststelle der deutschen Luftwaffe während des Zweiten Weltkrieges auf Divisionsebene. Die Aufstellung erfolgte am 1. Dezember 1944. Am 21. März 1945 wurde die Dienststelle abgewickelt. Einziger Divisionskommandeur war Generalleutnant Heino von Rantzau mit Gefechtsstand in Hamburg. Die Aufgabe des Generals der Flakartillerie beim Luftgaukommando XI bestand zunächst aus einer Beraterrolle des Kommandierenden Generals und Befehlshabers des Luftgau XI sowie in der operativen Führung aller in diesem Bereich stationierten Flakverbände. Ihm waren folgende Verbände unterstellt:
- 3. Flak-Division
- 8. Flak-Division
- 8. Flak-Brigade[1]